# Андрійковецька сільська рада
Андрійкове́цька сільська́ ра́да — адміністративно-територіальна одиниця та орган місцевого самоврядування у Хмельницькому районі Хмельницької області. Адміністративний центр — село Андрійківці.

## Загальні відомості
- Територія ради: 20,93 км²
- Населення ради: 599 осіб (станом на 2001 рік)
- Територією ради протікає річка Смотрич, Вовк

## Населені пункти
Сільській раді були підпорядковані населені пункти:
- с. Андрійківці

## Склад ради
Рада складалася з 14 депутатів та голови.
- Голова ради: Корольчук Надія Іванівна

### Керівний склад попередніх скликань
| Прізвище, ім'я, по батькові | Основні відомості                                    | Дата обрання | Дата звільнення |
| --------------------------- | ---------------------------------------------------- | ------------ | --------------- |
| Поляк Володимир Васильович  | Сільський голова, 1970 року народження, безпартійний | 26.03.2006   | 31.05.2008      |
| Корольчук Надія Іванівна    | Сільський голова, 1958 року народження, позапартійна | 30.11.2008   | 31.10.2010      |
| Корольчук Надія Іванівна    | Сільський голова, 1958 року народження, позапартійна | 31.10.2010   |                 |

Примітка: таблиця складена за даними сайту Верховної Ради України

### Депутати
За результатами місцевих виборів 2010 року депутатами ради стали:

#### За суб'єктами висування
| Суб'єкт висування | Кількість обраних депутатів | %    |
| ----------------- | --------------------------- | ---- |
| Самовисування     | 10                          | 71,4 |
| Народна партія    | 4                           | 28,6 |

#### За округами
| № округу       | Прізвище, ім'я, по батькові       | Дата визнання обраним | Освіта             | Партійна приналежність | Відомості про обраного депутата                                                                  |
| -------------- | --------------------------------- | --------------------- | ------------------ | ---------------------- | ------------------------------------------------------------------------------------------------ |
| Народна Партія |                                   |                       |                    |                        |                                                                                                  |
| 9              | Нічик Галина Йосипівна            | 05.11.2010            | середня спеціальна | позапартійна           | пенсіонер                                                                                        |
| 10             | Білик Зінаїда Михайлівна          | 05.11.2010            | вища               | позапартійна           | Андрійковецька сільська рада, секретар                                                           |
| 12             | Микитюк Марія Антонівна           | 05.11.2010            | середня            | позапартійна           | Відділення зв'язку с. Андрійківці, завідувачка                                                   |
| 14             | Длугашевська Лариса Олександрівна | 05.11.2010            | середня спеціальна | позапартійна           | Андрійковецький фельдшерський пункт, фельдшер                                                    |
| Самовисування  |                                   |                       |                    |                        |                                                                                                  |
| 1              | Андрущишина Оксана Йосипівна      | 05.11.2010            | середня            | член Єдиного Центру    | Андрійковецька сільська рада, бухгалтер                                                          |
| 2              | Томчишина Ганна Станіславівна     | 05.11.2010            | середня спеціальна | позапартійна           | ТОВ УКРНАФТА, оператор                                                                           |
| 3              | Швець Олена Миколаївна            | 05.11.2010            | середня            | позапартійна           | Андрійковецький сільський будинок культури, директор                                             |
| 4              | Глушок Володимир Іванович         | 05.11.2010            | середня спеціальна | позапартійний          | тимчасово не працює                                                                              |
| 5              | Благун Ганна Францівна            | 05.11.2010            | середня            | позапартійна           | Андрійковецька сільська бібліотека, бібліотекар                                                  |
| 6              | Савчук Ірина Анатоліївна          | 05.11.2010            | вища               | позапартійна           | Андрійковецька загальноосвітня школа, вчитель                                                    |
| 7              | Бурлака Максим Анатолійович       | 05.11.2010            | середня спеціальна | позапартійний          | Магазин з кафетерієм"Вікторія", приватний підприємець                                            |
| 8              | Хамуляк Ольга Володимирівна       | 06.06.2011            | вища               | позапартійна           | Андрійковецька загальноосвітня школа І-ІІІ ст., заступник директора по навчально-виховній роботі |
| 11             | Петришин Василь Іванович          | 05.11.2010            | середня спеціальна | позапартійний          | Фермерське господарство"Поділля", голова                                                         |
| 13             | Мазур Віктор Антонович            | 05.11.2010            | вища               | позапартійний          | Управління Держкомзему, провідний спеціаліст                                                     |